# 루이지애나 아이스게이터스 (SPHL)
| 루이지애나 아이스게이터스 |                                           |
| 설립연도                  | 2009년                                    |
| 해체연도                  | 2016년                                    |
| 역사                      | 루이지애나 아이스게이터스 (2009년~2016년) |
| 경기장                    | 케이준돔                                  |
| 연고지                    | 루이지애나주 라피엣                       |
| 상징색                    | 초록, 금, 검정, 하양                      |
| 구단주                    | 척 안셀모 주니어 척 안셀모 3세            |
| 단장                      | 루이스 뒤몬트                             |
| 감독                      | 드류 오미치오일                           |
| 정규시즌 우승             |                                           |
| 플레이오프 우승           |                                           |
| 영구 결번                 |                                           |

루이지애나 아이스게이터스(Louisiana IceGators)는 미국 루이지애나주 라피엣를 연고지로 하는 2009년부터 2016년까지 SPHL 소속되었던 아이스 하키팀이다.

## 역대 홈경기장
| 경기장                    | 사용기간      | 수용인원 | 장소                | 비고 |
| ------------------------- | ------------- | -------- | ------------------- | ---- |
| 루이지애나 아이스게이터스 |               |          |                     |      |
| 블랙햄 콜리시엄           | 2009년~2010년 | 9,800명  | 루이지애나주 라피엣 | 빈칸 |
| 케이준돔                  | 2010년~2016년 | 11,433명 | 루이지애나주 라피엣 | 빈칸 |